# Phyllomimus zebra
Phyllomimus zebra är en insektsart som beskrevs av Heinrich Hugo Karny 1920. Phyllomimus zebra ingår i släktet Phyllomimus och familjen vårtbitare. Inga underarter finns listade i Catalogue of Life.